# آچه جایا رگنسی
آچه جایا رگنسی (به لاتین: Aceh Jaya Regency) در اندونزی است که در آچه واقع شده‌است.

## خصوصیات
آچه جایا رگنسی ۳٬۸۱۷ کیلومترمربع مساحت و ۷۶٬۸۹۲ نفر جمعیت دارد.